# Quai de l'Oise
Quai de l'Oise (nábřeží Oisy) je nábřeží v Paříži. Nachází se v 19. obvodu. Nábřeží je pojmenováno podle francouzské řeky Oise.

## Poloha
Nábřeží vede podél celého pravého, severního břehu kanálu Ourcq. Začíná u křižovatky Rue de la Crimée a Place de Bitche a končí u křížení kanálů Ourcq a Saint-Denis, kde na něj navazuje Quai de la Gironde vedoucí podél kanálu Saint-Denis.